# Meltem
Meltem ist ein relativ häufig vorkommender türkischer weiblicher Vorname. Meltem bezeichnet einen sanften Landwind, der nur im Sommer auftritt.

## Namensträgerinnen
- Meltem Acikgöz (* 1989), deutsche Sängerin türkischer Herkunft
- Meltem Akçöl (* 2001), türkische Schauspielerin
- Meltem Cumbul (* 1969), türkische Schauspielerin
- Meltem Kaptan (* 1980), deutsch-türkische Moderatorin, Comedienne, Autorin und Schauspielerin
- Meltem Miraloğlu (* 1987), türkische Schauspielerin
- Meltem Pamirtan (* 1977), türkische Schauspielerin
- Meltem Sağiroğlu (* 1989), deutsche Politikerin (BIW, BD)
- Meltem Yılmazkaya (* 1984), türkische Schauspielerin und Sängerin